# يان مارشال (لاعب كرة قدم)
يان مارشال (بالإنجليزية: Ian Marshall)‏ (23 أبريل 1942 بغلاسكو في المملكة المتحدة - 23 أبريل 2003 بكرايستشرش في المملكة المتحدة) هو مدرب كرة قدم ولاعب كرة قدم نيوزلندي في مركز حراسة المرمى. لعب مع Christchurch Technical ‏.